# Turbowolf
Turbowolf és un grup de rock fundat a Bristol, Regne Unit els membres de la qual són Chris Georgiadis (veus i sintetitzador), Andy Ghosh (guitarra), Lianna Lee Davies (baix) i Blake Davies (bateria). A l'11 de novembre de 2011 publicaren el seu àlbum de debut anomenat Turbowolf amb el segell Hassle Records.
Els mitjans han tingut dificultats per categoritzar la música d'aquesta banda, degut a les seves variades influències. Com que el seu so conté elements de rock & roll, psicodèlia, heavy metal, punk rock i electrònica.

## Història
Abans de publicar el seu àlbum de debut, Turbowolf va treballar forces anys desenvolupant el seu estil musical en gires per tot el Regne Unit en xous com The Eighties Matchbox B-Line Disaster, The Computers, Pulled Apart by Horses i Dinosaur Pile-Up. El 2010 van fer una gira europea amb Korn i Dimmu Borgir. La banda a més ha sigut molt activa en el circuit de festivals com el Download, Sonisphere, Lovebox, Great Escape, SXSW, Boardmasters i Hevy entre d'altres.
Poc després de firmar amb el segell Hassle Records al juny de 2011, Turbowolf va publicar A Rose For The Crows com el seu primer single. El vídeo, dirigit per Stephen Agnew, fou estrenat en exclusiva a la web de la revista Kerrang!. El segon single Read & Write mostrà un vídeo profundament psicodèlic (també dirigit per Stephen Agnew), que fou estrenat a la web de la revista NME.
Un EP titulat 'Covers EP Vol 1' que contenia quatre versions de les cançons "See Through Head" de The Hives, "Electric Feel" de MGMT, "Captain Caveman" de Lightning Bolt i "Somebody To Love" de Jefferson Airplane/The Great Society va ser publicat el 8 d'octubre de 2012.
El 6 d'octubre de 2013 el grup va anunciar a Facebook que a partir de l'endemà se n'anaven a l'estudi per gravar el seu segon àlbum. La gravació es duria a terme als estudis Rockfield Studios, on es va gravar el 1973 Bohemian Rhapsody de Queen. El primer videoclip d'aquest nou àlbum es publicà el 14 d'abril de 2014, juntament amb la possibilitat de descarregar-ne gratuïtament en mp3 la cançó "Solid Gold" del mateix disc i videoclip.
El 27 d'octubre de 2014 anunciaren la publicació del seu nou àlbum titulat "Two Hands" (que es pretenia posar a la venda el 6 d'abril de l'any següent) i s'anuncià també la llista completa de les cançons per aquest segon àlbum d'estudi de la banda cap a finals de gener de l'any 2015.
El 27 d'octubre de 2014, publicaren un nou single titulat 'Rabbits Foot' que va ser promocionat per la BBC Radio 1 el que va comportar que fos l'estrena més sonada de la ràdio i va aparèixer en nombrosos xous radiofònics durant tota aquella setmana fent que aquesta cançó fos la més escoltada de Turbowolf aquell 2014. Un videoclip de la cançó es publicaria també aquella mateixa tardor. La banda anuncià també una gira amb Death From Above 1979 i altes caps de cartell que incloïen 'Hyena' i 'Dolomite Minor' al voltant del desembre del mateix any.
L'àlbum 'Two hands' de Turbowolf va aparèixer finalment a Spotify el 6 d'abril de 2015 amb la discogràfica Spinefarm Records/Search and Destroy Records.
A finals de desembre de 2015 es va anunciar que Turbowolf podria estar treballant en un nou àlbum anomenat 'Quell: The Ever Changing Sorcerer of Past, Present & Future', el qual està programat que surti publicat quan tingui lloc el següent eclipsi solar.

## Recepció
La publicació de l'àlbum de debut de Turbowolf suscità tota mena de reaccions en el panorama de mitjans alternatius musicals.
La revista Artrocker donà a l'àlbum la puntuació de 5/5 i el trià com l'Àlbum del Mes, descrivint-lo com a "fascinant".
Per la seva banda, la revista Kerrang trobà l'àlbum com a "gloriós" i a "Turbowolf" com a "excels" descrivint el seu so com a:
| «                                                | una espessa sopa saborosa de boogie rock distorsionat, raresa psicodèlica i grunyint actitud punk. | » |
| — McLaughlin, David, Kerrang Magazine issue 1390 | |   |

Thrash Hits li donà a l'àlbum una puntuació de 5.5/6 i en digué:
| «                          | While giving this album one more spin as I checked this review for typos, I felt that giddy rush and desire to shout about Turbowolf at the top of my lungs to any and all people within earshot | Estic qüestionant la forma en què podria haver mai vaig témer que no valdria la pena l'espera - ha valgut el doble d'aquesta espera. | » |
| — Platt, Hugh, THRASH HITS | | |   |

La revista Rock Sound li donà una puntuació de 8/10 descrivint-lo com a "excepcional", mentre en deia:
| «                                            | És totalment brut, incomptables quantitats de diversió. | » |
| — Aylott, Tom, Rock Sound Magazine issue 155 |                                                         |   |

La revista Total Guitar digué de l'àlbum: 
| «                                            | un cruixit a l'oient, una injecció al braç de l'escena del rock britànic. El millor debut britànic que hem escoltat aquest any | » |
| — Parker, Matthew, Total Guitar Magazine 221 | |   |

Punktastic premià l'àlbum amb un 4.5/5 i en digué:
| «                         | TURBOWOLF have created one of the most original and exciting releases in recent years. | El que fa que el concepte de Turbowolf (i de fet el primer llançament) tan emocionant és la seva capacitat per desenvolupar més a [els seus] influències, el que resulta en un estil creatiu únic i atractiu, molt lluny de qualsevol dels seus contemporanis. | » |
| — Ben, Tipple, PUNKTASTIC |                                                                                        | |   |

La revista Big Cheese en digué:
| «                                             | Combinant el seu ritme inconfusible de coets amb algunes veus frenèticament salvatges i riffs, és difícil no deixar-se arrossegar en la bogeria de balanceig. | » |
| — Davies, Phil, Big Cheese Magazine issue 139 | |   |

Sludgefactory donà a l'àlbum una puntuació de 10/10 i obrí la seva ressenya amb:
| «                            | Si t'agrada la música pesada, profunda i bruta, siguem sincers el rock 'n' roll, deixa de llegir aquest comentari i ves a comprar l'àlbum, així de simple. Bé, suposo que puc dir que hauries d'aconseguir aquest disc ja que estàs perdent uns preciosos minuts que podries invertir en escoltar aquest increïble àlbum debut de Turbowolf del Regne Unit. | Podria seguir i seguir sobre aquest àlbum, però realment has de escoltar-lo per creure-ho. L'únic desavantatge d'aquest CD és que acaba. | » |
| — Gary, Grim, Sludge Factory | | |   |

Per altra banda AltSounds.com trobà que l'àlbum era "obvi" and "formulista", dient:
| «                      | Tant el contingut de les lletres de ["Introduction"] i la cançó posterior, "Ancient Snake", estan condemnades a seguir un fil massa obvi. Quan no està darrere d'un rerefons demoníac, això sona com una veu principal emo vestida amb la disfressa de riffs metàl·lics cruixit. | » |
| — Staff, AltSounds.com | |   |

Mentres que Northern Grit Zine donà a l'àlbum un 5/5 dient-ne:
| «                                            | L'àlbum de debut de la banda de Bristol, de psicodèlia amorosa de Turbowolf és poc menys que sorprenent. Les cançons destacades no són fàcils de triar, a causa de l'enorme qualitat de cada cançó. | En poques paraules, aquest àlbum és impecable, els fans del punk, psicodèlia i rock; tothom pot reunir-se al voltant d'aquest, i apreciar el mamut que és Turbowolf. | » |
| — NORTHERN GRIT, northerngritzine.tumblr.com | | |   |

## Discografia

### Àlbums
| • Turbowolf (2011) |
| --- |
| (Hassle Records) 1. Introduction 2. Ancient Snake 3. Seven Severed Heads 4. Bag O' Bones 5. TWI 6. Read & Write 7. The Big Cut 8. KJ 9. A Rose For The Crows 10. Son (Sun) 11. Things Could Be Good Again 12. All The Trees 13. Let's Die |

| • Two Hands (2015) |
| --- |
| (Search And Destroy) 1. Invisible Hand 2. Rabbits Foot 3. Solid Gold 4. American Mirrors 5. Toy Memaha 6. Nine Lives 7. Good Hand 8. MK Ultra 9. Twelve Houses 10. Rich Gift 11. Pale Horse |

| • The Free Life (2018) |
| --- |
| (So Recordings) 1. No No No 2. Capital X 3. Cheap Magic 4. Very Bad 5. Halfsecret 6. Domino 7. Last Three Clues 8. Up & Atom 9. Blackhole 10. The Free Life 11. Concluder |

### Singles i EPs
Singles
| • Bite Me Like A Dog (2008)                   |
| --------------------------------------------- |
| (X Recordings) 1. Bite Me Like A Dog 2. Power |

| • Read And Write (2009)                                   |
| --------------------------------------------------------- |
| (Lupata Records) 1. Read And Write 2. Seven Severed Heads |

| • Ancient Snake (2010)                                                              |
| ----------------------------------------------------------------------------------- |
| (auto-editat) 1. Ancient Snake 2. The Big Cut 3. Things Could Be Good Again 4. TW 2 |

| • Let's Die (2008)                                       |
| -------------------------------------------------------- |
| (auto-editat) 1. Let's Die (Radio Edit) 2. Ancient Snake |

| • Rabbits Foot (2014)                            |
| ------------------------------------------------ |
| (Spinefarm i Search And Destroy) 1. Rabbits Foot |

EPs
| • The Big Cut EP (2010)                                                               |
| ------------------------------------------------------------------------------------- |
| (Hassle Records) 1. Ancient Snake 2. The Big Cut 3. Things Could Be Good Again 4. TW2 |

| • Covers EP Vol. 1 (2012) |
| --- |
| (Hassle Records) 1. See Through Head (The Hives) 2. Electric Feel (MGMT) 3. Captain Caveman (Lightning Bolt) 4. Somebody To Love (Jefferson Airplane) |

Demos
| • Avec, Avec! (2007)            |
| ------------------------------- |
| (V2M Production) 1. Avec, Avec! |